# Barbula ambigua
Barbula ambigua är en bladmossart som beskrevs av Bruch och W. P. Schimper 1842. Barbula ambigua ingår i släktet neonmossor, och familjen Pottiaceae. Inga underarter finns listade i Catalogue of Life.